# Моррис, Пол
Пол Мо́ррис (англ. Paul Morris; 2 ноября 1959, Санта-Моника) — американский музыкант, наиболее известный как клавишник группы Rainbow.

## Биография
Начал играть на пианино ещё в детстве, когда жил в Нью-Йорке. Там же он начал музыкальную карьеру, играя в местных группах, пока в 1990 году по приглашению Боби Рондинелли не становится клавишником группы Doro.
В 1994 году послал Ричи Блэкмору аудиозаписи своей игры, поскольку тот искал музыкантов для Rainbow. Он играл клавишые партии на альбоме Stranger In Us All, также отыграл тур в его поддержку.

## Дискография
Ritchie Blackmore’s Rainbow
- Stranger In Us All (1995)

Джо Лин Тёрнер
- Hurry Up and Wait (1998)
- Under Cover 2 (1999)
- Slam (2002)
- JLT (2003)
- The Usual Suspects (2005)

Caffery
- The Mold EP (2004)
- Music Man EP (2004)
- Faces/God Damn War (2004)
- Faces/The Damn War (2005)
- W.A.R.P.E.D. (2005)

Другое
- The Syntherchestra — The Syntherchestra (1985)
- Doro Pesch — Rare Diamonds — Produced by Gene Simmons (1992)
- Randy Coven — Witch Way (1999)
- Metalium — State of Triumph — Chapter 2 (2000)
- Angus Clark — Grace Period (2004)
- Bonfire - Legends (2018)